# 東インド会社カレッジ
東インド会社カレッジ（ひがしインドがいしゃカレッジ、East India Company College：東インド・カレッジ、East India College とも）は、1806年に設立されたイギリス東インド会社の行政職に就く者たちの教育訓練施設。

## 歴史

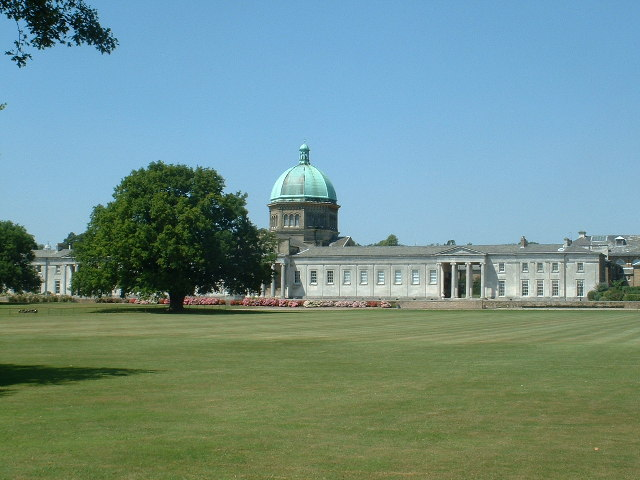
現在のヘイリーベリー・カレッジ。

このカレッジの設立には、イギリス東インド会社の会長で庶民院議員でもあったチャールズ・グラント (Charles Grant) が密接に関与していた。当初、仮にハートフォード・キャッスル (Hertford Castle) に開設されたこのカレッジは、近傍のハートフォード・ヒース (Hertford Heath) の敷地に新築された施設へ1809年に移転した。その設計にあたったのは、ロンドンのナショナル・ギャラリーの設計を手がけた建築家ウィリアム・ウィルキンス (William Wilkins) であった。
1856年、それまで有力者の指名によって任命されていたインド高等文官が、公募競争試験による採用に切り替えられた。1857年にインド大反乱が起こると、イギリス政府は1858年1月にインドの施政権を東インド会社から引き継いで直接統治に乗り出し、カレッジは閉鎖された。1862年に、カレッジはパブリック・スクールとして再開しヘイリーベリー (Haileybury) と称するようになり、1942年には、インペリアル・サービス・カレッジ (Imperial Service College) と統合再編され、ヘイリーベリー・アンド・インペリアル・サービス・カレッジ (Haileybury and Imperial Service College) となった。1980年代以来、カレッジは共学のインデペンデント・スクールとして運営されている。

## 関連文献
- Farrington (ed.), Anthony (1976). The Records of the East India College, Haileybury, & other institutions. London: H.M.S.O.